# Franklin Chang-Díaz
Pour les articles homonymes, voir Chang et Diaz.
Franklin Ramón Chang-Díaz (né le 5 avril 1950) est un physicien et astronaute costaricien-américain. Il a effectué sept missions à bord de la navette spatiale.

## Biographie
Chang-Díaz est né à San Jose, au Costa Rica, d'un père d'origine chinoise et d'une mère costaricienne. Il s’est rendu aux États-Unis pour ses études. Il est diplômé en génie mécanique de l’université du Connecticut et en 1977 en physique des plasmas au Massachusetts Institute of Technology. Durant ses études au MIT, Chang-Díaz travaille dans le domaine de la fusion nucléaire et des fusées propulsées à l’aide de plasma.

## Vols réalisés
Chang-Díaz est sélectionné comme astronaute par la NASA en 1980 et vole pour la première fois sur STS-61-C en 1986. Ses missions suivantes sont STS-34 (1989), STS-46 (1992), STS-60 (1994), STS-75 (1996), STS-91 (1998) et STS-111 (2002). Durant STS-111, il réalise trois sorties extravéhiculaires (EVA) pour la construction de la Station spatiale internationale. Il est aussi professeur de physique à l'université Rice et à l’université de Houston et directeur de l’Advanced Space Propulsion Laboratory au Johnson Space Center.

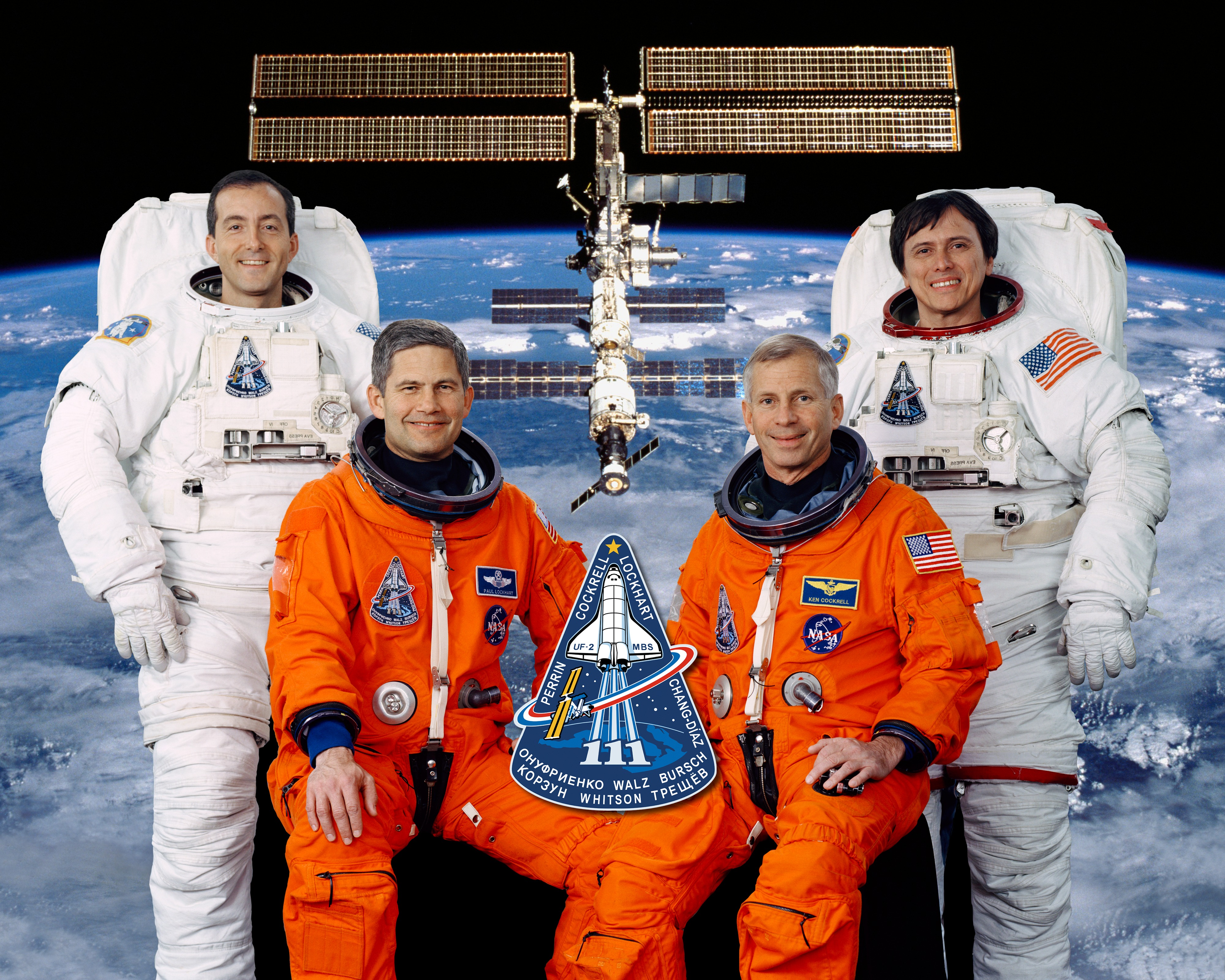
De gauche à droite: Philippe Perrin, Paul S. Lockhart, Kenneth D. Cockrell et Franklin R. Chang-Díaz.

## Propulsion plasma
Il poursuit des recherches sur la propulsion plasma et conçoit le VASIMR, moteur magnétoplasmique à poussée variable.

## Honneur
L'astéroïde (115015) Chang Díaz a été nommé en son honneur le 27 janvier 2021, dans la Minor Planet Circular no 128944.